# Zumarraga (Baskenland)
Zumarraga (spanisch Zumárraga) ist eine Gemeinde in der Provinz Gipuzkoa in der Autonome Gemeinschaft Baskenland in Spanien. Zumarraga ist die Geburtsstadt von Miguel López de Legazpi, der im 16. Jahrhundert die Philippinen erforschte.

## Etymologie
Der Name der Stadt stammt aus dem Baskischen und bedeutet frei übersetzt Ulmenort, zusammengesetzt aus dem baskischen Zumar für Ulme und der Endung -aga, welche auf eine Lokalität hinweist. Ein gleichnamiger Ort existiert in der Provinz Samar auf den Philippinen.

## Geographie
Zumarraga liegt im oberen Teil des Urola-Tales (Spanisch Alto Urola). Der Fluss bildet die westliche Grenze der Stadt, die mit dem auf der anderen Seite liegenden Urretxu ein zusammenhängendes Stadtgebiet bildet.

## Geschichte

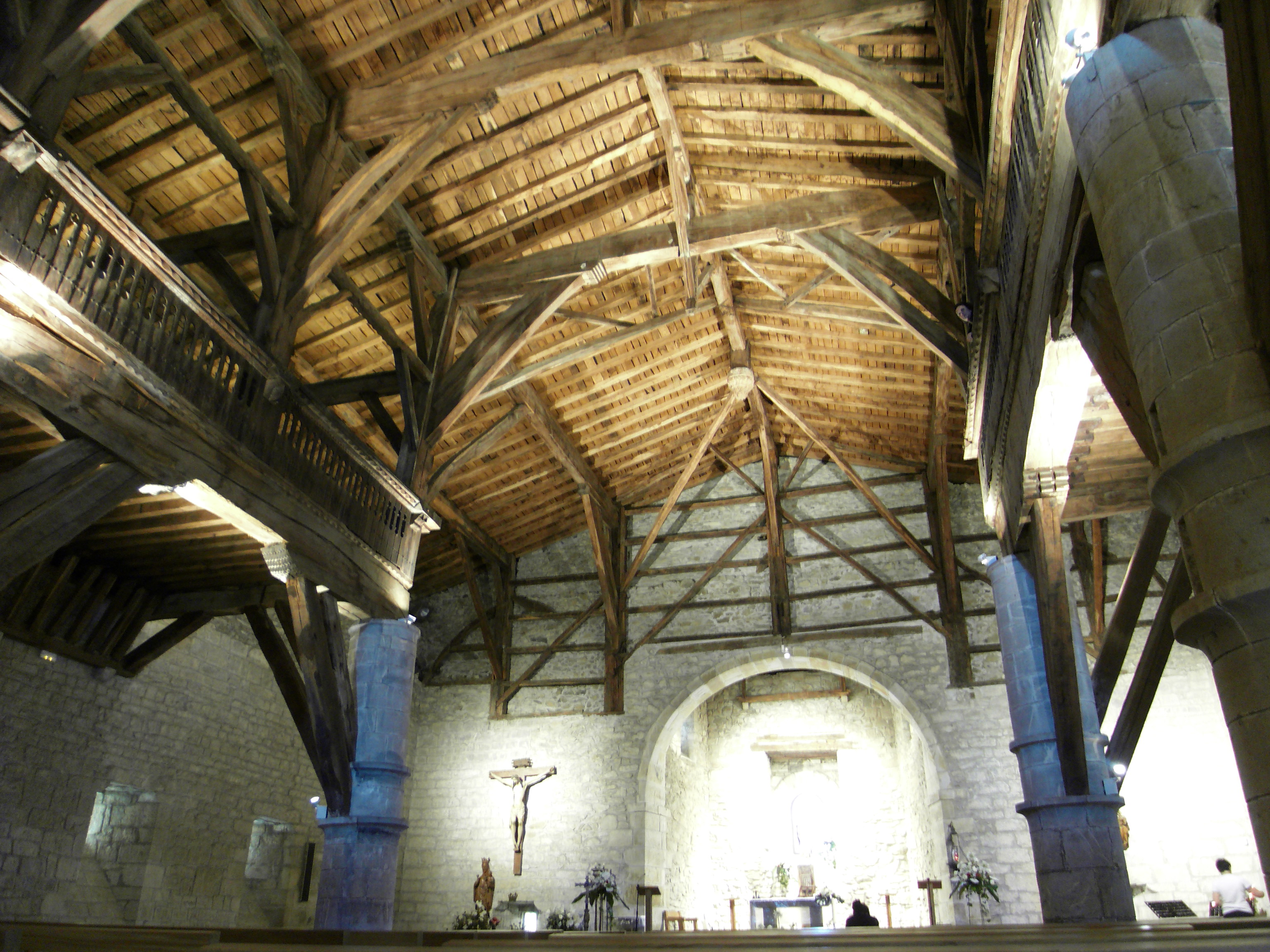
Innenraum der alten Pfarrkirche Santa María (La Antigua)

Zumarraga wird 1366 erstmals im Zusammenhang mit der Schenkung eines Klosters von Heinrich II. von Kastilien an die Herren Lazkao erwähnt. Die als Kloster dienende Einsiedelei Santa María ist die älteste erhaltene Pfarrkirche im inneren Gipuzkoa. Die über den Resten einer Befestigungsanlage aus dem 12. Jahrhundert erbaut Emporenhalle hat schmucklose Außenwände und einen kunstvollen, aus dem Innenraum sichtbaren, eichenen Dachstuhl.

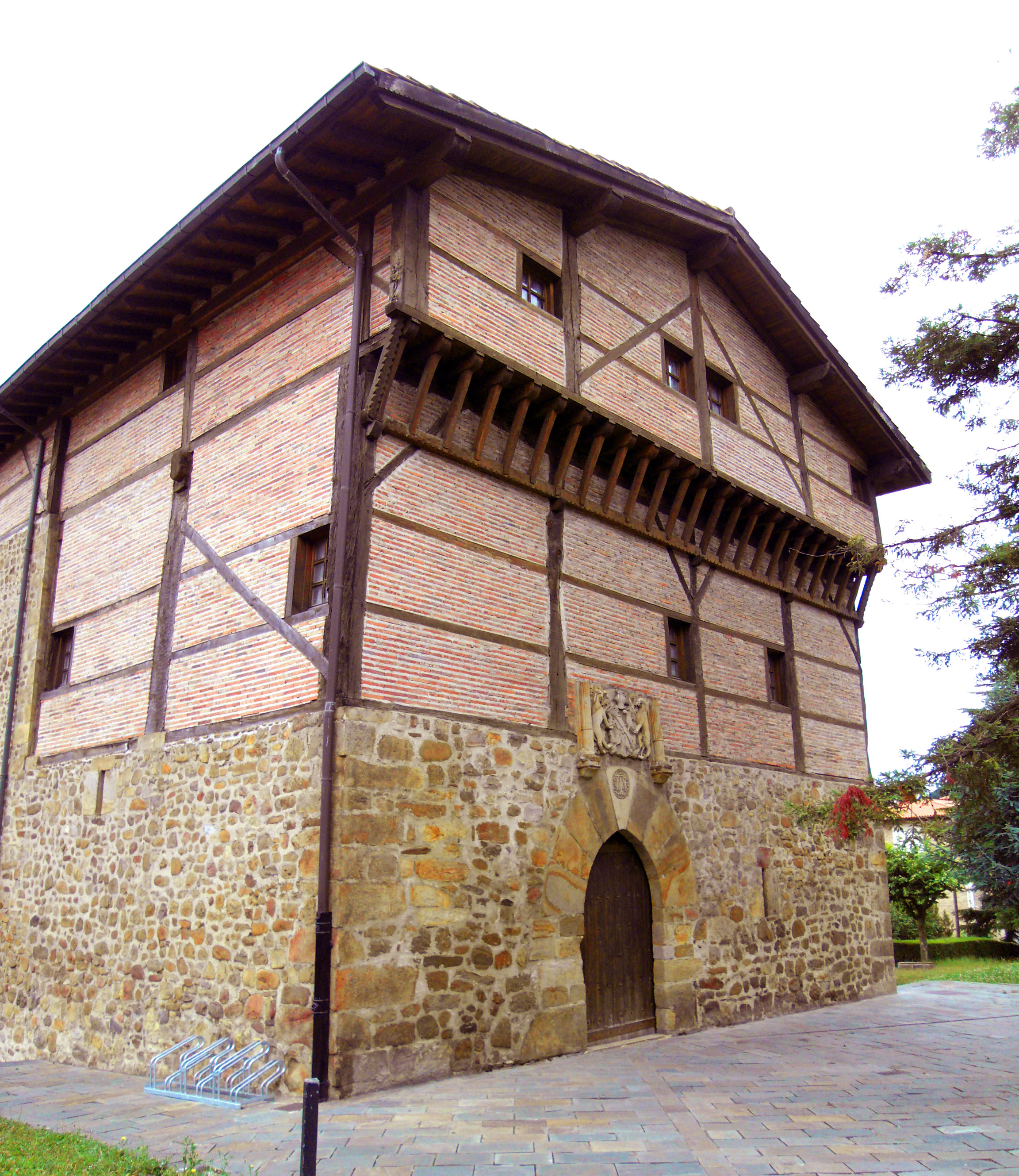
Casa-Torre de Legazpi, Geburtshaus von Miguel López de Legazpi

Im Jahre 1502 wurde in Zumarraga der Konquistador Miguel López de Legazpi geboren, der als Erforscher der Philippinen in die Geschichte einging. Im Jahre 1897 wurde zu seinem Ehren eine Statue auf dem Hauptplatz aufgestellt. Sein Geburtshaus, die Casa-Torre de Legazpi, ist erhalten geblieben. In ihm ist heute eine Musikschule untergebracht.

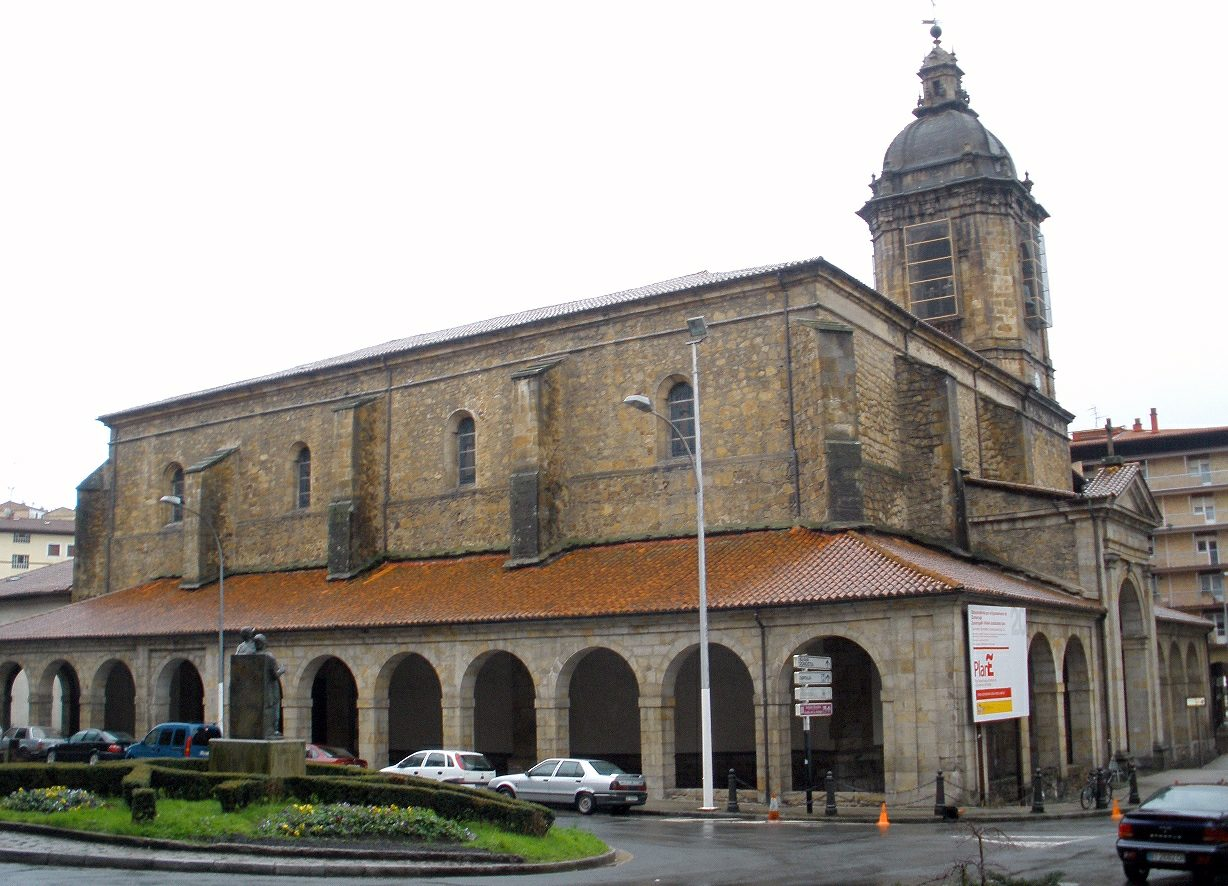
Neue Pfarrkirche Santa María de la Asunción

Anfänglich bestand nur eine Streusiedlung mit mehreren Weilern rund um die 150 m über dem Talboden am Osthang gelegene Pfarrkirche. Erst ab dem Ende des 15. Jahrhunderts entstand der Stadtkern entlang des Flusses, so dass der Klerus beschloss, die neue Pfarrkirche Santa María de la Asunción in der Stadt zu bauen, was die bestehenden zur La Antigua (spanisch „die Alte“) werden ließ.
Die Stadt erhielt 1526 die erste kommunale Verordnung, 1860 den ersten Bebauungsplan und 1865 den Markt, wo die landwirtschaftlichen Produkte der umliegenden Bauernhöfe verkauft wurden. Die städtische Wasserversorgung entstand 1901. Der wöchentliche Markt findet heute immer noch statt – jeweils samstags auf der Plaza de Euskadi statt.
Im Jahre 1930 wurde in Zumarraga das Stahlwerk von Esteban Orbegozo angesiedelt, womit reichlich neue Arbeitsplätze geschaffen wurden, was zu einer starken Zuwanderung in den 1950er Jahren führte. Die Bevölkerung der Stadt wuchs auf das Vierfache und erreichte 1977 mit 12.619 Einwohnern den Zenit. Danach setzte die Wirtschaftskrise ein, so dass eine Abwanderung begann und die Bevölkerung auf den heutigen Stand reduziert wurde.
Zumarraga wurde immer wieder von Überschwemmungen vom Urola heimgesucht – hauptsächlich wegen Geschiebe, das sich bei Hochwasser unter der alten Brücke mit nur zwei Öffnungen verkeilte. Dies war im 20. Jahrhundert in den Jahren 1940, 1953, 1988 und 1992 der Fall. Im Jahre 1994 war der Flusslauf saniert – die alte Brücke wurde entfernt, der Flusslauf begradigt und mit mehr Gefälle versehen, wozu auch einige Gebäude weichen mussten. Danach traten keine Hochwasser mehr auf.

## Wirtschaft
Bis am Anfang des 19. Jahrhunderts war die Haupteinnahmequelle der Bevölkerung die Landwirtschaft. Mit dem Bau der Eisenbahnlinien – zwei im 19. Jahrhundert und eine im 20. Jahrhundert setzte die Industrialisierung und der Dienstleistungssektor wurde immer wichtiger.
Im Jahre 1885 gründete Justo Artiz eine erste Fabrik für Kämme, Flechtwaren und Trommeln. Neben weiteren Fabriken für Korbwaren entstanden auch viele kleinere Korbereien, die sich vor allem auf Erdkörbe spezialisierten, die aus Weide und Kastanienrinde hergestellt wurden. Der Höhepunkt der Korbwarenproduktion wurde in den 1930er Jahren erreicht.
Nach dem Spanischen Bürgerkrieg, der in den Jahren 1936 bis 1937 stattfand, wurde das Stahlwerk Esteban Orbegozo gegründet, das zeitweise 3000 Angestellten Arbeit gab und dadurch zu einer starken Bevölkerungszunahme der Stadt führte. Es folgten weitere Betriebe wie Badiola Hermanos, Hersteller von industrieller Flechtwaren speziell für die Inneneinrichtungen von Straßenbahn- und Eisenbahnwagen, später auch von Kämmen der Marke Badi, oder das Federwerk Rojo y Zaldua.
Lange Zeit verblieb das aus dem Stahlwerk Esteban Orbegozo hervorgegangene Walzwerk von ArcelorMittal der letzte wichtige Industriebetrieb mit etwa 500 Beschäftigten, bis im März 2016 dessen Schließung bekanntgegeben wurde.

## Verkehr
Eine bedeutende Rolle in der Geschichte von Zumarraga spielt die Eisenbahn. Die Stadt war einst ein bedeutender Eisenbahnknotenpunkt mit drei Bahnhöfen. Im Jahre 1864 eröffnete Norte die breitspurige Bahnstrecke von Madrid zur französischen Grenze, welche der Stadt den Anschluss an das Eisenbahnnetz brachte. 1889 folgte die meterspurige Ferrocarril del Deba der Compañía del Ferrocarril de Durango a Zumárraga, über den Deskarga-Pass in das Tal der Deba führte und so über Durango eine direkte Verbindung nach Bilbao schaffte. Die letzte neue Strecke war die 1926 eröffnete Ferrocarril del Urola, auch Gure trena (baskisch „unser Zug“) genannt. Sie führte durch das Tal des Urola nach Zumaia. Beide Meterspurstrecken hatten den Charakter von elektrisch betriebenen Überlandstraßenbahnen auf Eigentrasse. Besonders die Bahn durch das Urola-Tal wies viele Kunstbauten auf. Zumarraga wurde zu einem wichtigen Eisenbahnknotenpunkt im Baskenland, welcher die Iberische Meseta mit der Küste von Gipuzkoa und Bizkaia verband. Die Bahnhöfe der drei Bahnen befanden sich alle am gleichen Ort an der Plaza de las Estaciones (deutsch „Platz der Bahnhöfe“).
Mit Aufkommen des Individualverkehrs und der Wirtschaftskrise in den 1970er Jahren wurden die Meterspurstrecken eingestellt – im Jahre 1975 die Deba-Bahn, im Jahre 1986 die Urola-Bahn. Der Bahnhof der Renfe ist nach wie vor in Betrieb.
Seit 2005 ist Zumarraga über die Autovia GI-632 an die Autopista AP-1 angeschlossen.

## Kultur
Zumarraga gehört zu den Orten, wo der Ezpata-dantza, ein baskischer Schwerttanz, gepflegt wird.

## Söhne und Töchter der Gemeinde
- Miguel López de Legazpi (1502–1572), Conquistador
- José Ignacio Munilla Aguirre (* 1961), römisch-katholischer Bischof von Orihuela-Alicante
- Aitor González Jiménez (* 1975), Radrennfahrer
- Susana Fraile Celaya (* 1978), Handballspielerin
- Mikel Balenziaga (* 1988), Fußballspieler
- Elene Lete (* 2002), Fußballspielerin